# Julius Reisinger
Julius Reisinger, född 1828 i Prag, Böhmen, Kejsardömet Österrike, död 1892, var en koreograf, under en tid ledare för Bolsjojteatern.